# Повитиця зближена
Повитиця зближена (Cuscuta approximata) — вид рослин з родини берізкових (Convolvulaceae); зростає у Європі, Африці, Азії.

## Опис
Однорічна рослина 50–100 см. Стебло червоне. Квітки сидячі, зібрані в щільні клубочковидні суцвіття. Віночок блідо-рожевий, майже білий. Частки чашечки на верхівці з вузьким м'ясистим закінченням. Стебла ниткоподібні, діаметром менше 1 мм. Насіння яйцеподібне, ≈ 1 мм. 2n = 14, 28.

## Поширення
Поширений у Європі, Африці, Азії; натуралізований у Британській Колумбії, США, Болгарії, Угорщині, Німеччині, Великій Британії.
В Україні вид паразитує на різних дикорослих — у Лісостепу, Степу, Криму.